# Norra Lidingöstråket
Norra Lidingöstråket är ett promenadstråk och en vandringsled  i Stockholms län med en total längd på cirka 17 km. Stråket är ett av 19 Gångstråk Stockholm och sträcker sig från Elfviks gård på Lidingö till Stortorget i Gamla stan. På sin sträckning leder stråket genom bland annat Långängen-Elfviks naturreservat och längs Hustegafjärdens och Kyrkvikens norra strand samt Gamla Lidingöbron. Man går genom nya Norra Djurgårdsstaden, tangerar Lilljansskogen och tar sig via Humlegården och Kungsträdgården till Gamla stan. Ytterligare ett gångstråk börjar på Lidingö och slutar i Gamla stan (se Södra Lidingöstråket). Stråket ansluter till tunnelbanans Röda linjen och bussar Ropsten-Norra Lidingö.
Norra Lidingöstråket sträcker sig förbi flera konferensanläggningar och arkitekt Ferdinand Bobergs gasklockor som kommer att få en ny funktion.  Stockholms stad har givit varje stråk ett passande motto. För Norra Lidingöstråket lyder det: Konferenshotell på parad och gasklockor i förvandling.

## Sträckning

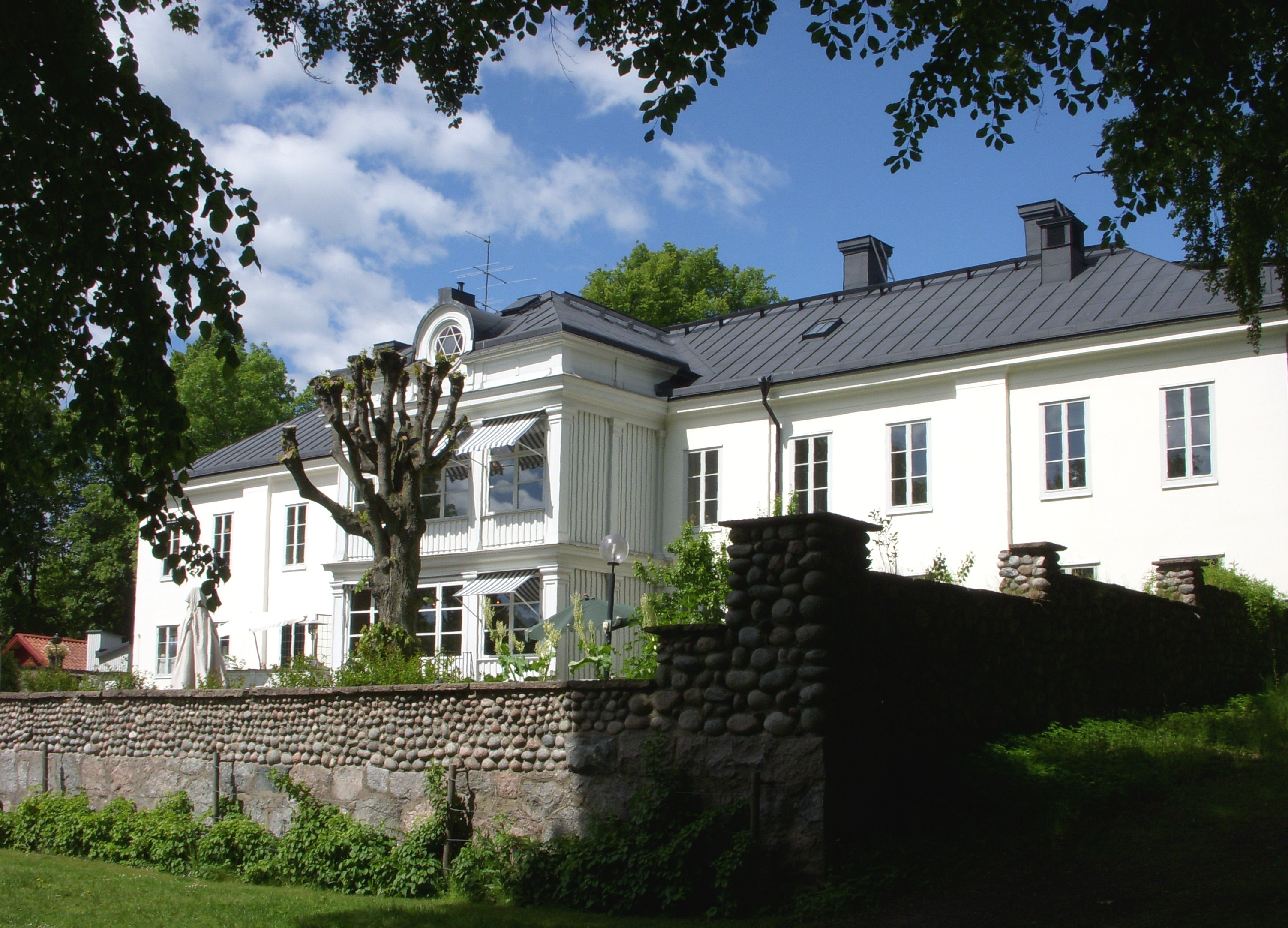
Start: Elfviks gård.

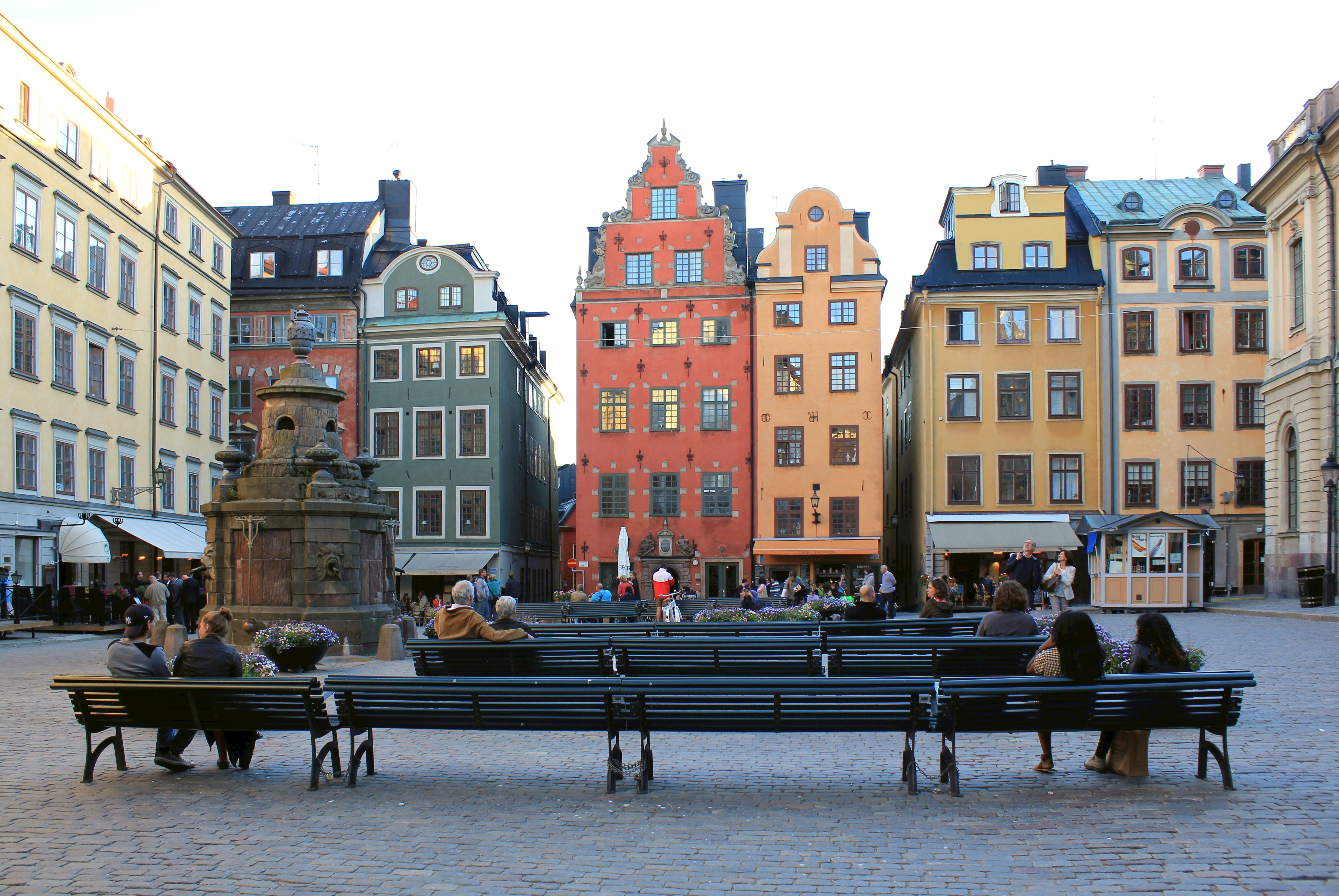
Mål: Stortorget i Gamla Stan.

Gångstråket på norra Lidingö börjar nedanför Elfviks gårds slottsliknande herrgårdsbyggnad som sedan 1946 ägs av Lidingö stad. Här bedrivs fortfarande levande lantbruk och i huvudbyggnaden finns konferenslokaler och festvåning. Området kring Elfviks gårds lantbruk, gårdsplanen och parken ner mot Hustegafjärden är öppen för allmänheten och ingår i Långängen-Elfviks naturreservat. Man följer gångstigen ner mot Hustegafjärdens strand och fortsätter längs stranden västerut. Mittemot över fjärden syns Gåshagas nya, sjönära bostäder. Där börjar Södra Lidingöstråket.
Längs strandpromenaden och med vid utsikt över fjärden ligger ytterligare tre konferensanläggningar: Rönneberga kurs- och konferensanläggning från 1969  och strax väster därom märks Kurs- och konferensanläggningarna Skogshem och Wijk. Skogshem invigdes 1958 och Wijk 1969. Båda husen utmärker sig genom sin röda tegelarkitektur, ritade av arkitekt Anders Tengbom för Svenska Arbetsgivarföreningen. 
Norra Lidingöstråket fortsätter västerut genom Långängen-Elfviks naturreservat och förbi Gråviken och udden Hustegaholm för att sedan ansluter till strandpromenaden längs med Kyrkviken. På samma gångstigar går Lidingöloppet som genomförs numera sista helgen i september varje år. På södra sidan om Hustegafjärden reser sig Ekholmsnäsbacken, Lidingös slalombacke. På höger hand (mot norr) och en kort sträcka västerut syns uppe på sluttningen Villa Gadelius från 1961, ett av arkitekt Ralph Erskines typiska verk. Vid inre Kyrkviken går man förbi Lidingövallen, Lidingös idrottsplats med ishockeyrink och tennishall. Lidingöstråket följer sedan Kyrkvägen som har sitt namn efter närbelägna Lidingö kyrka, som stod färdig 1623. Vid Kvarnvägen, strax norr om Kyrkvägen, står Näsets kvarn och mjönarbostad, en av Lidingös två kvarvarade väderkvarnar. Näsets kvarn fanns ursprungligen på Södermalm i Stockholm och flyttades hit på 1840-talet.
Nästa etappmål är Lidingö centrum och Lidingö stadshus vars moderna, aluminiumklädda byggnad ritades i slutet av 1960-talet  av arkitekterna  Sten Samuelson och Fritz Jaenecke och invigdes 1974. På Gamla Lidingöbron lämnar man Lidingö kommun och når Stockholms kommun, gränsen löper mitt i Lilla Värtan. Efter Lidingöbroarna väntar udden Ropsten och tunnelbanestationen med samma namn. Namnet härrör förmodligen från en sten på den så kallade Ropudden, där man förr i tiden stod och ropade efter en båt för att ta sig över till Lidingölandet. 
Gångstråket följer nu Husarvikens södra strand. På norra sidan ligger Fisksjöäng som fram till år 2003 var ett vildvuxet industriområde och en av Stockholms sista kåkstäder, därefter blev området sanerat och är numera en del av Kungliga nationalstadsparken. Den enda byggnaden vid Husarvikens norra strand är Fisksjöängsladan som ursprungligen tillhörde Ropstens jägareboställe och flyttades förmodligen till sin nuvarande plats på 1800-talets mitt.
På södra sidan om Husarviken låg Värtagasverket som invigdes 1853 och togs ur drift år 2010. Anläggningen kommer att rivas förutom Ferdinand Boberg båda gasklockor som får nya uppgifter av typ kulturverksamhet. På gasverkstomten och angränsande områdena uppförs sedan 2006 Norra Djurgårdsstaden, Stockholms nya bostadsområde som, när det stå färdig år 2025, kommer att erbjuda 12 000 nya bostäder och 35 000 nya arbetsplatser.
Norra Lidingöstråket följer nu Fiskartorpsvägen söderut. Vägen har sitt namn efter Karl XI:s fiskarstuga som härstammar från 1680-talet och är Djurgårdens äldsta, kvarvarande byggnad. Sedan 1935 är stugan ett lagskyddat byggnadsminne. På höger hand (mot norr) utbreder sig Lill-Jansskogen med arkitekt Paul Hedqvists gigantiska Uggleviksreservoaren från 1935. På vänstra sidan (mot söder) märks bland annat Tennisstadion (arkitekt Ture Wennerholm) och Stockholms Ryttarstadion. Här arrangerades Ryttar-VM 1990. Stråket sträcker sig därefter norr om Sofiahemmet och fram till Kungliga Tekniska högskolan samt Stockholms östra station.
Sista etappen går från Valhallavägen rakt söderut, över parken Humlegården, förbi anrika Kungliga biblioteket längs med Biblioteksgatan över Norrmalmstorg och fram till Kungsträdgården som är tillsammans med Humlegården den äldsta bevarade offentliga parken i Stockholm. Sista sträckan är gemensam med Södra Lidingöstråket: över Strömbron, förbi Stockholms slott, upp för Slottsbacken och fram till slutstationen Stortorget mitt i Gamla stan, där samtliga 19 gångstråken möts.

## Bilder

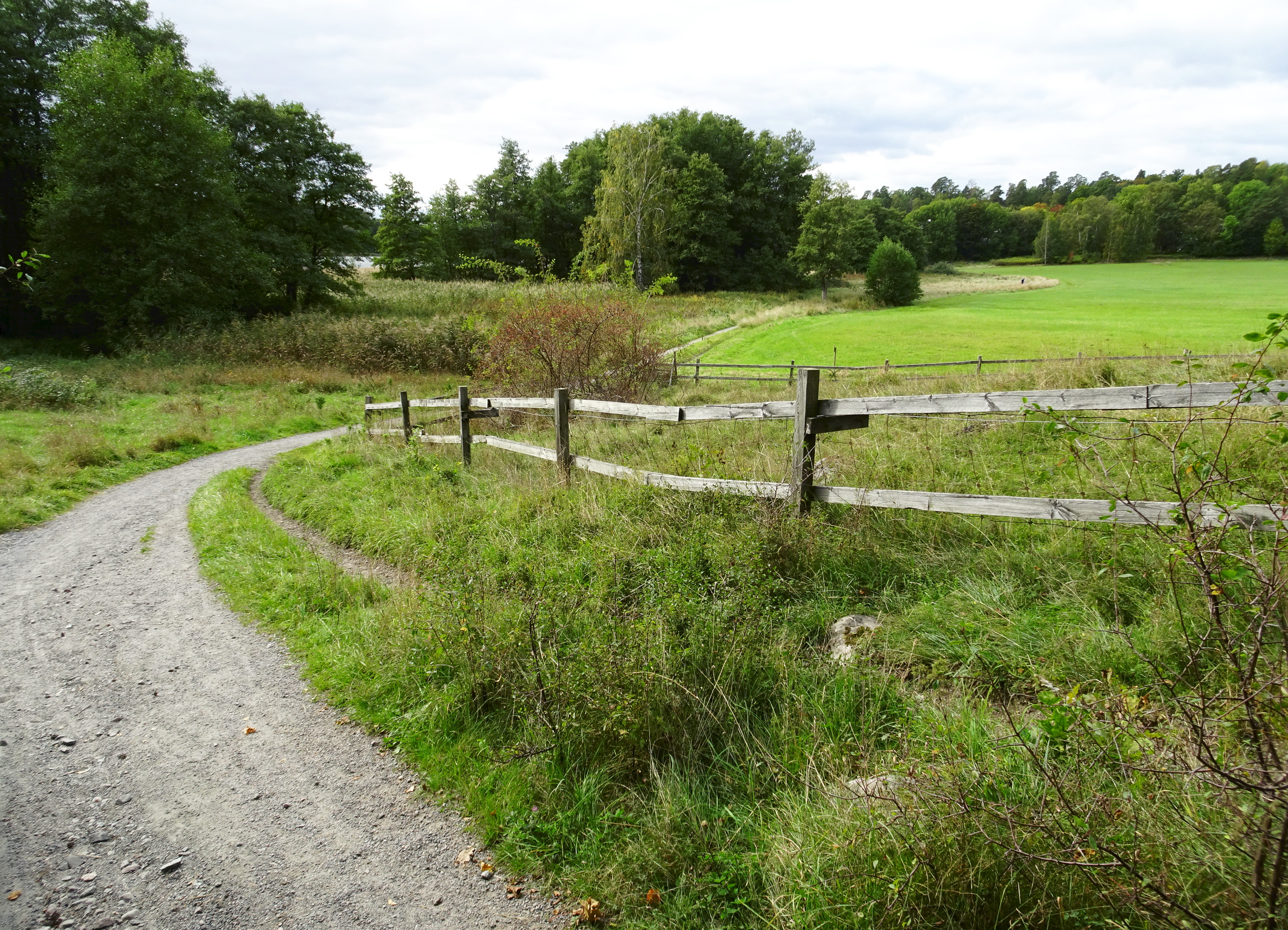
Vid Östra Yttringe gamla bytomt.
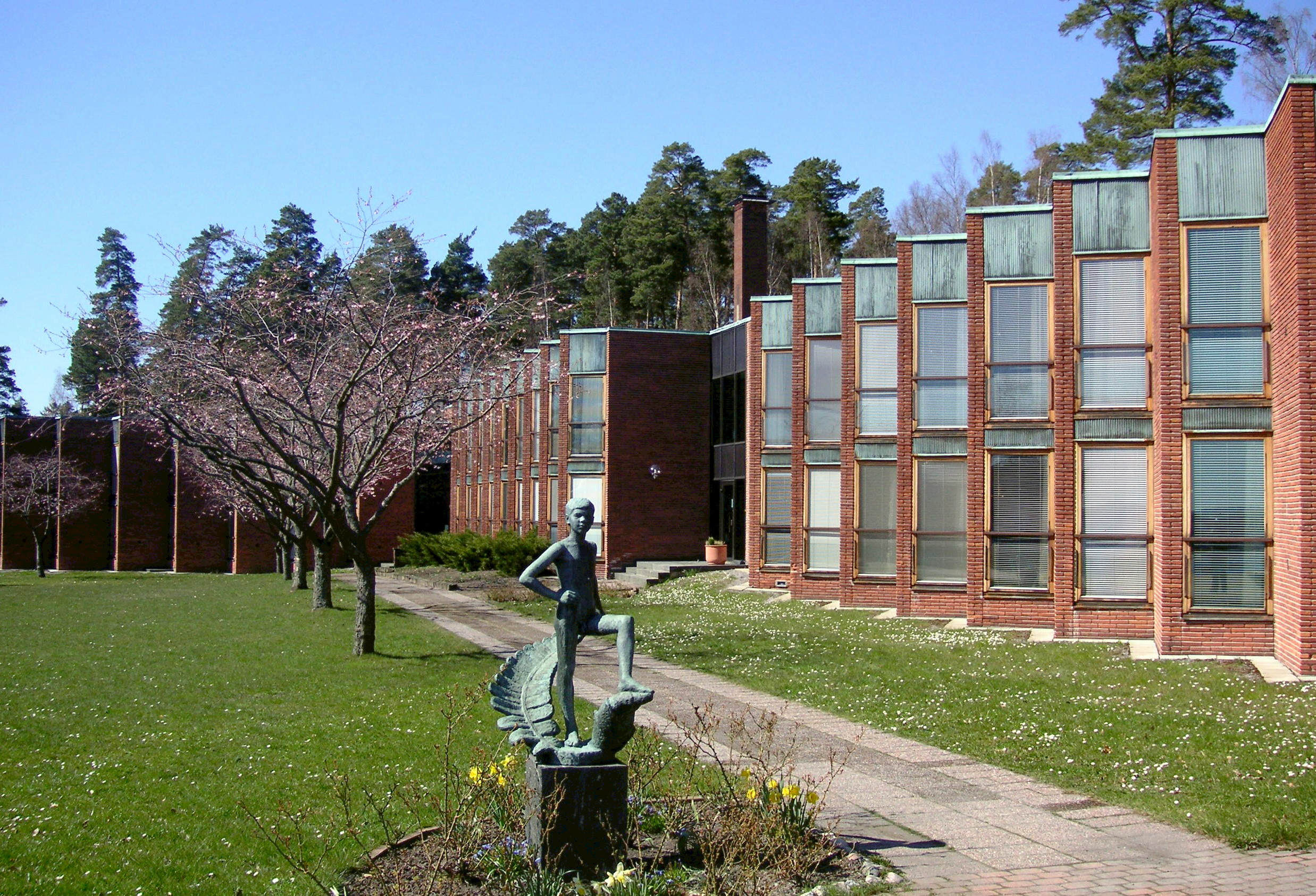
Skogshems konferensanläggning.
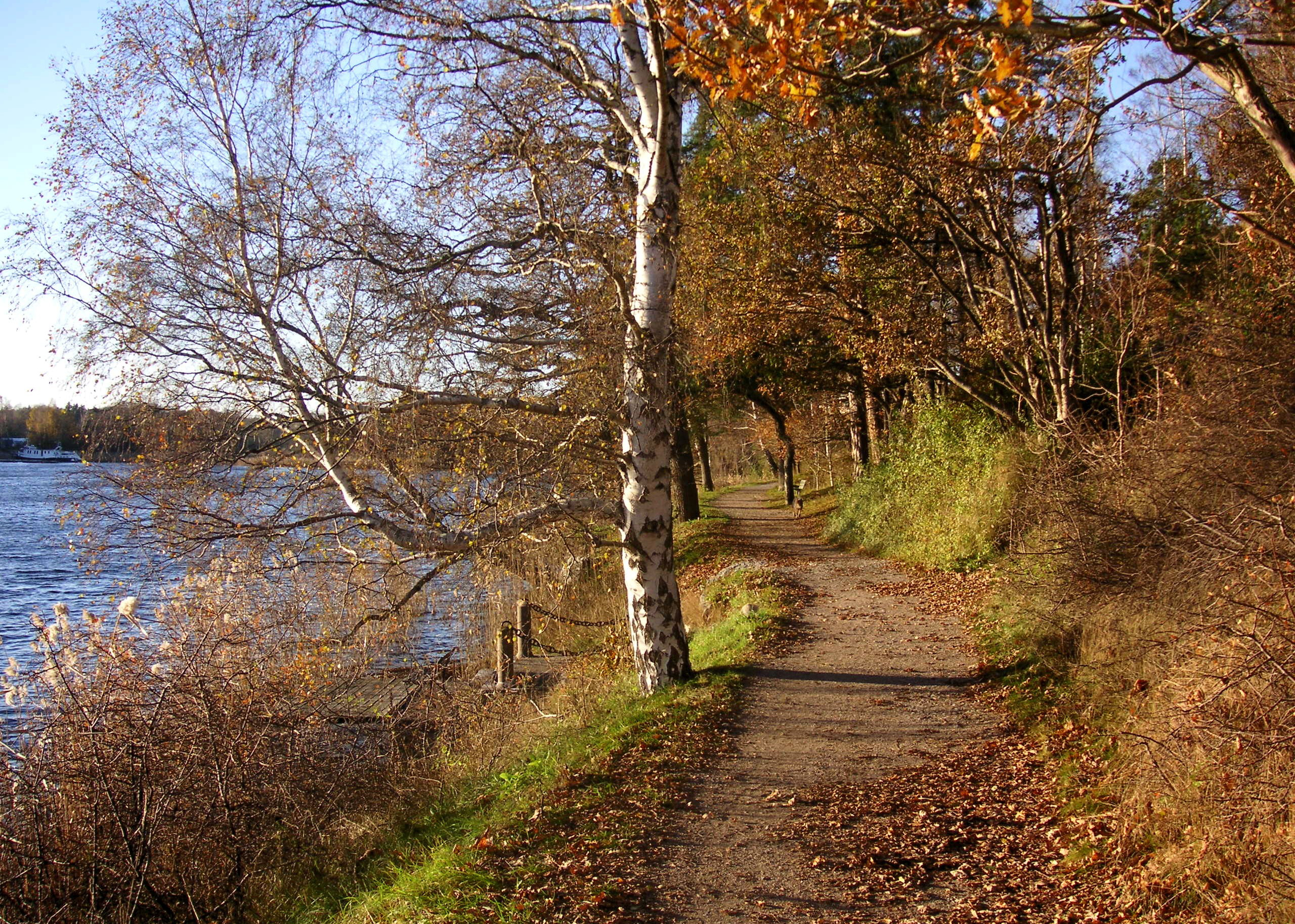
Kyrkvikens strandpromenad västerut.
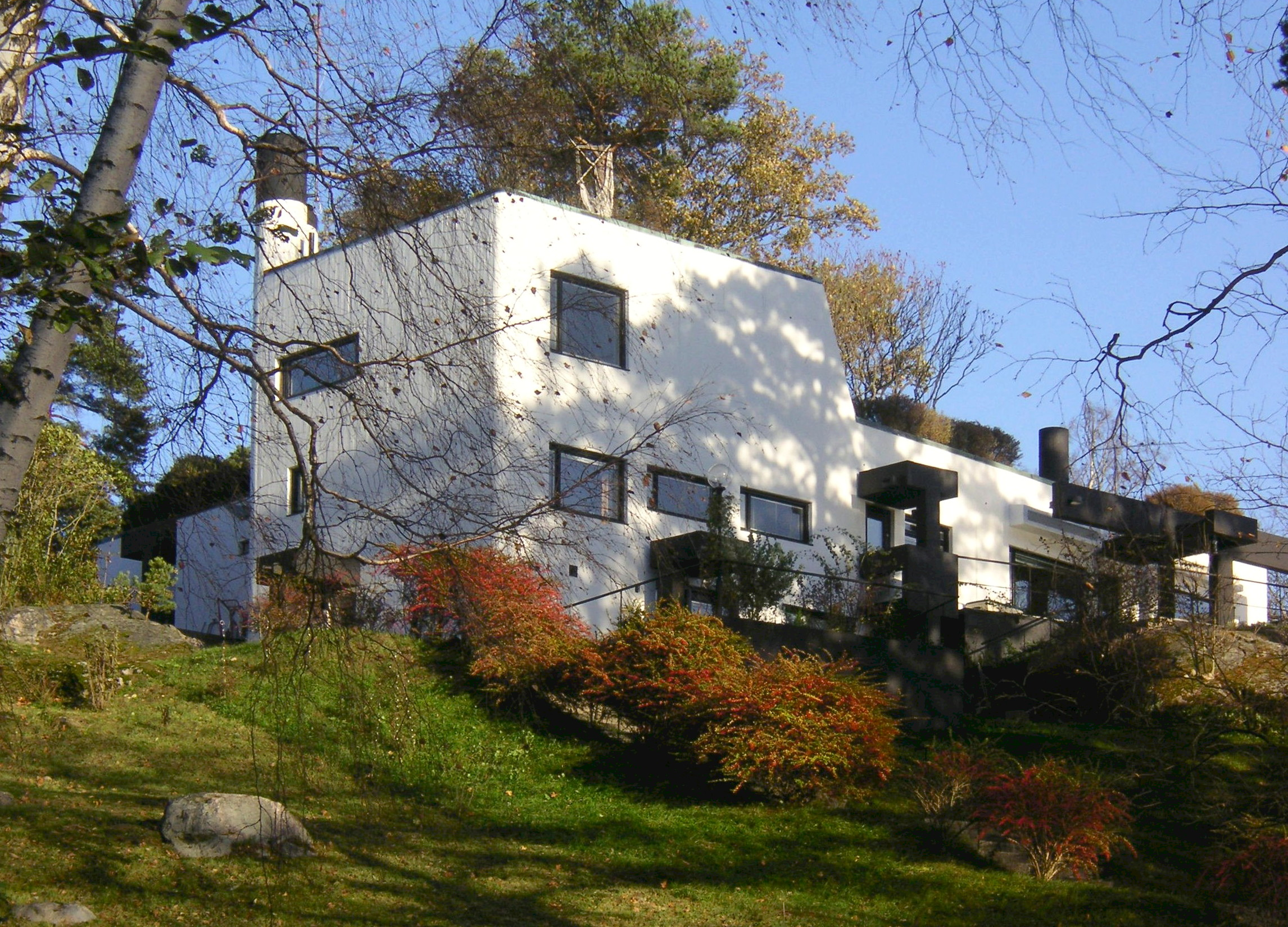
Villa Gadelius.

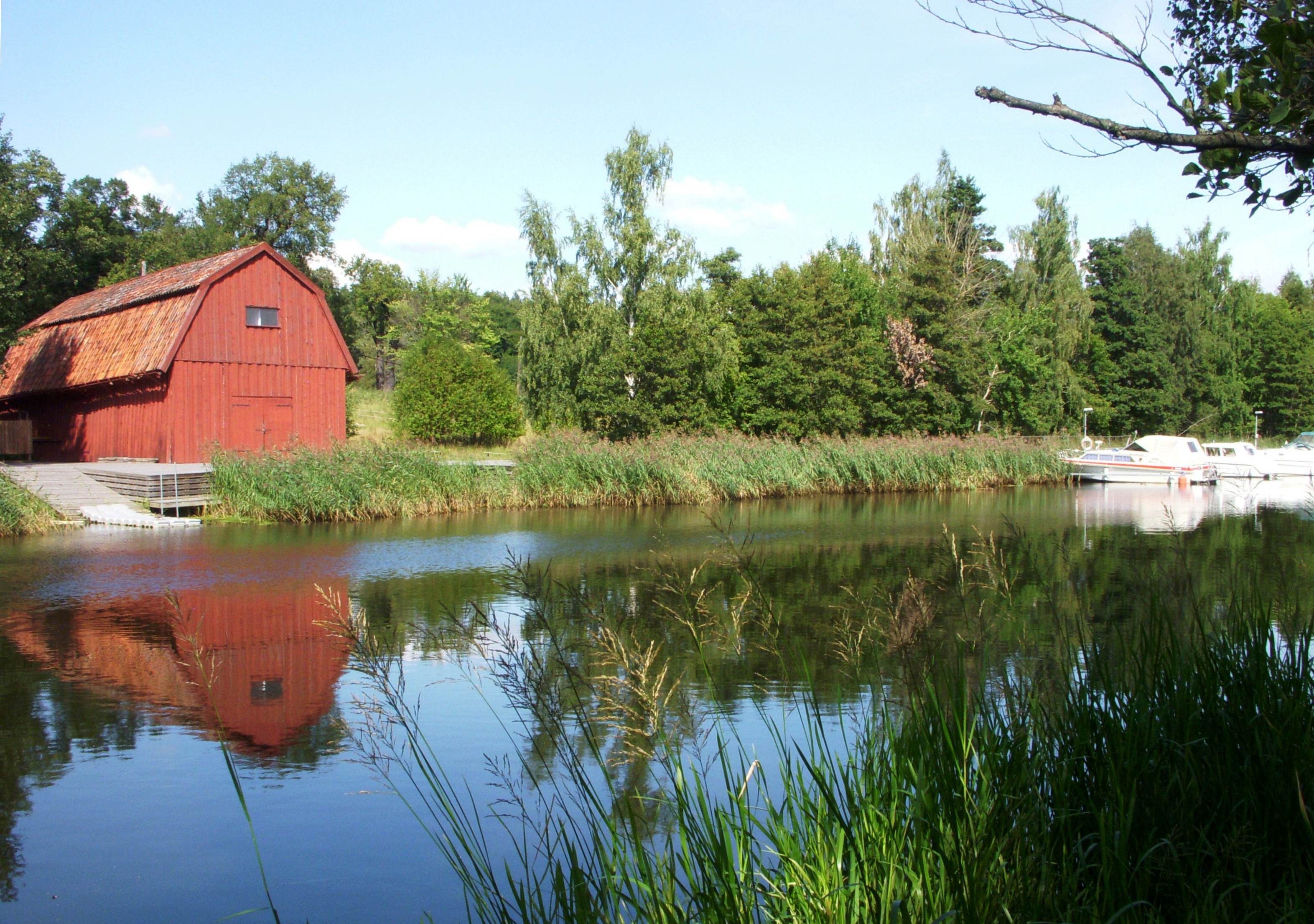
Husarviken med Fisksjöängsladan.
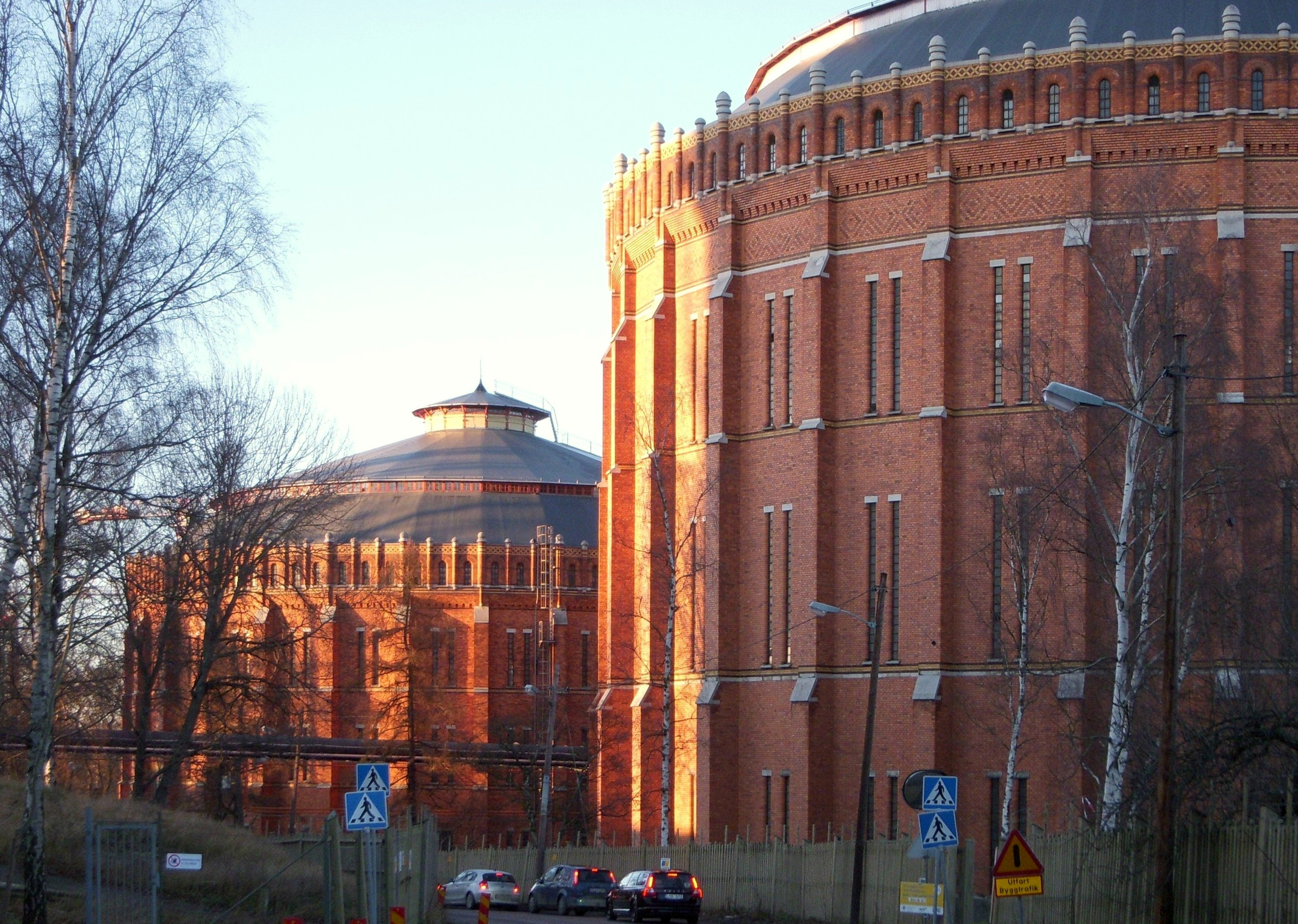
Ferdinand Bobergs gasklockor.
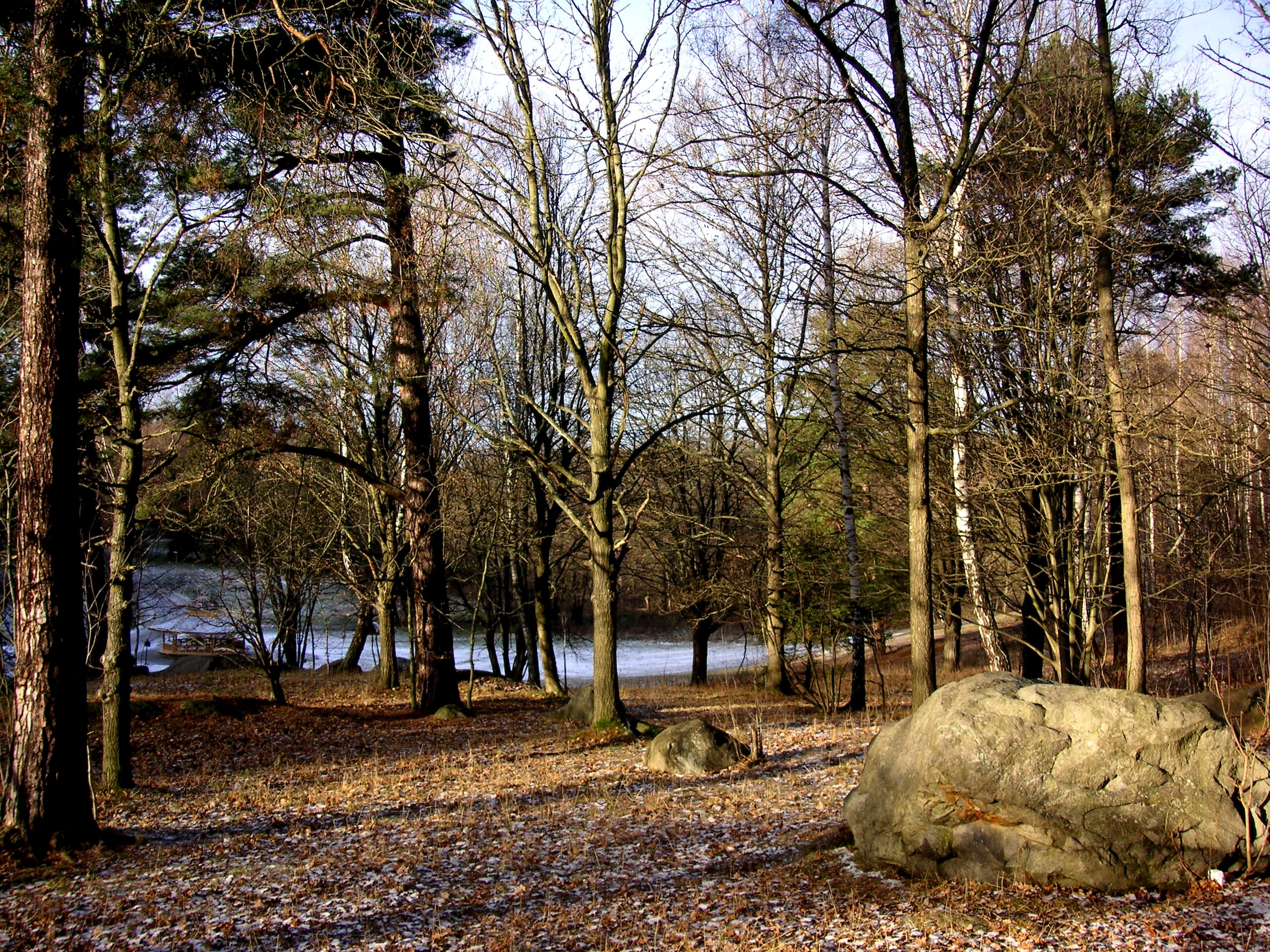
Lill-Jansskogen.
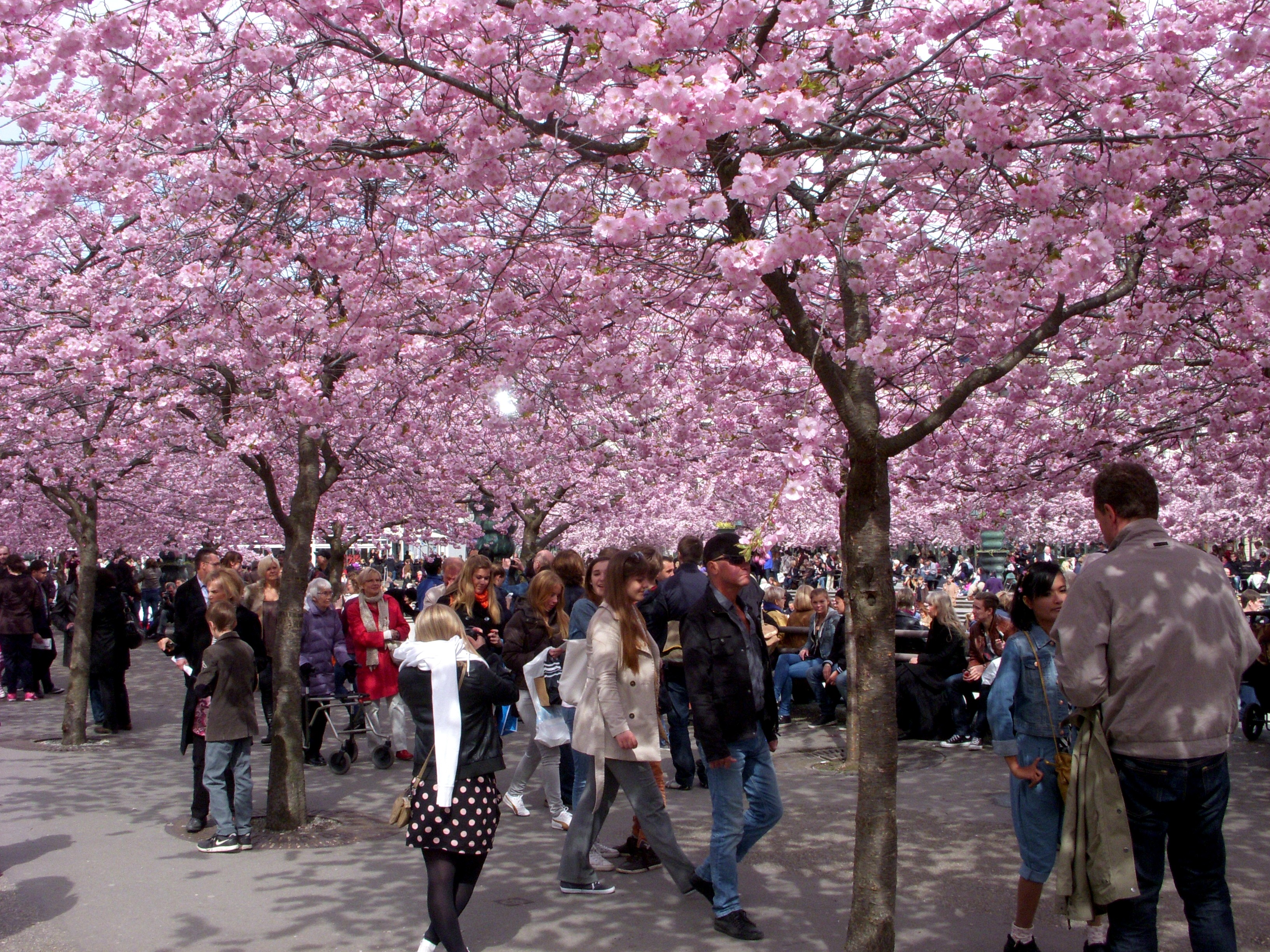
Kungsträdgården.